# Gunungcupu (Cimanuk)
Gunungcupu is een bestuurslaag in het regentschap Pandeglang van de provincie Banten, Indonesië. Gunungcupu telt 2296 inwoners (volkstelling 2010).